# 最佳搭档雷克斯
最佳搭档雷克斯（德语：Kommissar Rex；意大利语：Il commissario Rex）是由彼得·哈耶克和彼得·莫泽共同创作的奥地利-意大利电视连续剧。該劇以警察執法為背景，讲述了警犬德国牧羊犬雷克斯的故事。該劇於1994年至2004年在ORF 1频道播出，2008年在奥地利-意大利的Rai 1频道重新播出。